# 1949 BAA Draft
1949 BAA Draft był trzecim draftem w historii ligi Basketball Association of America, która później przekształciła się w National Basketball Association. Draft składał się z ośmiu rund, w czasie których wybrano 75 zawodników oraz dokonano dwóch wyborów regionalnych. Zostali w nich wybrani Vern Mikkelsen oraz Ed Macauley.

## Legenda
Pogrubiona czcionka – wybór do All-NBA Team.
|  | – występ w NBA All-Star Game. |

Gwiazdka (*) – członkowie Basketball Hall of Fame.

## Runda pierwsza
| Nr | Zawodnik        | Drużyna NBA             | College        |
| -- | --------------- | ----------------------- | -------------- |
| 1  | Howie Shannon   | Providence Steamrollers | Kansas State   |
| 2  | Alex Groza      | Indianapolis Olympians  | Kentucky       |
| 3  | Bob Harris      | Fort Wayne Pistons      | Oklahoma State |
| 4  | Tony Lavelli    | Boston Celtics          | Yale           |
| 5  | Vern Gardner    | Philadelphia Warriors   | Utah           |
| 6  | Ron Livingstone | Baltimore Bullets       | Wyoming        |
| 7  | Dick McGuire*   | New York Knicks         | St. John’s     |
| 8  | Wallace Jones   | Washington Capitols     | Kentucky       |
| 9  | Jack Kerris     | Chicago Stags           | Loyola (IL)    |
| 10 | Frank Saul      | Rochester Royals        | Seton Hall     |

## Druga runda
| Nr | Zawodnik      | Drużyna NBA            | College          |
| -- | ------------- | ---------------------- | ---------------- |
| 1  | George Kaftan | Boston Celtics         | Holy Cross       |
| 2  | Ralph Beard   | Chicago Stags          | Kentucky         |
| 3  | John Oldham   | Fort Wayne Pistons     | Western Kentucky |
| 4  | Leo Barnhorst | Indianapolis Olympians | Notre Dame       |
| 5  | Harry Donovan | New York Knicks        | Muhlenberg       |
| 6  | Jim Nolan     | Philadelphia Warriors  | Georgia Tech     |
| 7  | Jack Coleman  | Rochester Royals       | Louisville       |
| 8  | Johnny Orr    | St. Louis Bombers      | Beloit           |
| 9  | Jim Owens     | Washington Capitols    | Baylor           |